# Vireolanius eximius
El vireón cejiamarillo (Vireolanius eximius), también conocido como verderón cejiamarillo (en Colombia), sirirí real gorra azul (en Venezuela) o follajero de cejas amarillas,  es una especie de ave paseriforme de la familia Vireonidae. Es nativo de Panamá y del norte de América del Sur.

## Distribución y hábitat
Se distribuye desde el este de Panamá hasta el noroeste de Colombia y noroeste de Venezuela.
Es poco común y local en la canopia de selvas húmedas hasta los 1250 m s. n. m. de altitud.

## Sistemática

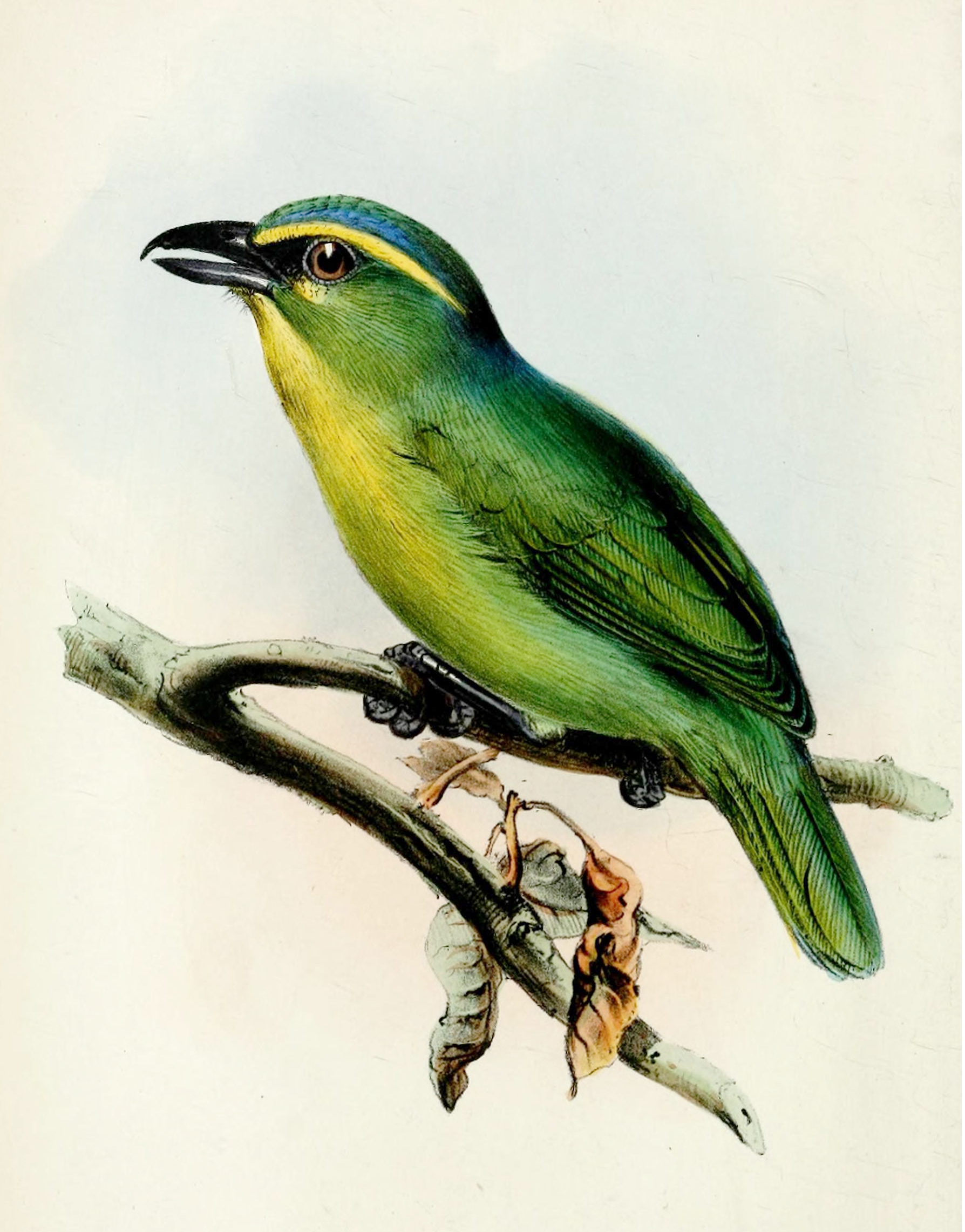
Vireolanius icteroprhys, sinónimo de Vireolanius eximius, ilustración de Wolf en Proceedings of the Zoological Society of London, 1855.

### Descripción original
La especie V. eximius fue descrita por primera vez por el ornitólogo estadounidense Spencer Fullerton Baird en 1866 bajo el mismo nombre científico; la localidad tipo es: «Bogotá, Colombia».

### Taxonomía
En el pasado, la presente especie ha sido colocada por algunos autores en un género separado Smaragdolanius, junto a Vireolanius leucotis y V. pulchellus. Posiblemente forma una superespecie con V. pulchellus con quien a menudo es tratada como conespecífica, siendo muy similares en plumaje y vocalización; no se conocen cruzamientos entre las dos donde sus zonas se superponen en el este de Panamá. La subespecie mutabilis (descrita a partir de un ejemplar de hembra) es considerada por algunos como inadecuadamente diferenciada para garantizar el reconocimiento (el Congreso Ornitológico Internacional (IOC) no reconoce subespecies).

### Subespecies
Según la clasificación Clements Checklist v.2015 se reconocen 2 subespecies, con su correspondiente distribución geográfica:
- Vireolanius eximius mutabilis Nelson, 1912 - este de Panamá (este de Darién, Cana) y noroeste de Colombia (Córdoba, Antioquia, norte del Chocó).

- Vireolanius eximius eximius Baird, 1866 - norte de Colombia (suroeste de Guajira y  Cesar al sur hasta Santander y Boyacá) y noroeste de Venezuela (Serranía del Perijá, oeste de Zulia y sur de Táchira).